# Dasharatha
Dasharatha (Sânscrito: दशरथ, IAST Daśaratha) é o pai de Rama, o heróico príncipe e avatar de Vishnu no épico hindu Ramayana. No conto, Dasharatha foi o rei de Ayodhya e um descendente de Raghuvamsa. Ele teve três esposas, Kaushalya, Sumitra e Kaikeyi. O filho de Kaushalya foi Rama, os filhos de Sumitra foram Lakshman e Shatrughna e o filho de Kaikeyi foi Bharata. Ele e Kaushalya também foram os pais de Shanta, esposa de Ekashringa.

## No Ramayana
Quatro eventos chave no Ramayana ocorrem na vida de Dasharatha:
- Tendo ouvido os grandes contos de Dasharatha, o rei demônio Ravana - cuja ambição era governar os três mundos - estava cheio de inveja e mandou mensageiros à corte de Dasharatha pedindo ao rei que preste homenagem e tributo a Ravana ou enfrente uma guerra. Dasharatha atirou flechas e disse aos mensageiros que, na sua volta, eles iriam encontrar os portões da capital de Ravana, Lanka, fechado pelas flechas. Quando Ravana se envergonhou devido à derrota, as flechas foram atiradas de volta a Ayodhya. Sabendo que Dasharatha era superior a ele, Ravana empreendeu intensos tapas (penitências) para pedir favor ao senhor Brahma. Quando Brahma apareceu na sua frente, Ravana pediu: "Senhor! Abençoe-me com esse presente de Graça: não deixe que filhos nasçam de Dasharatha"[1]

- Dasharatha era famoso pela sua habilidade de caçar cego, somente pelo som. Durante uma de suas expedições de caça, ele ouviu um barulho que lembrava um elefante bebendo água, e atirou uma flecha na direção. Para o seu pesar, ele viu que não era um elefante, mas um menino chamado Sravana Kumar, que estava colhendo água para matar a sede dos seus pais cegos. Sravana costumava levar os seus pais para qualquer lugar em duas panelas apoiadas nos ombros. Eles eram completamente dependentes do menino e Sravana estava inconsolável achando que eles iriam ficar sem ninguém para protegê-los. Como o seu último desejo, ele pediu que o Rei levasse água para os seus pais. O velho casal bebeu a água, sem saber que não fora oferecido pelo seu filho. O rei, hesitantemente, narrou-lhes o incidente. Para a sua tristeza, o velho pai amaldiçoou o rei, dizendo que ele também sofreria putrasoka (tristeza por separação de progênie) do mesmo modo que eles. O casal então desistiu das suas vidas, não querendo viver após consumir água oferecida por quem matou o seu filho.

- Dasharatha lutou ao lado dos Devas em uma batalha contra os Asuras, com Kaikeyi como o seu cocheiro. Durante a batalha, Kaikeyi salvou a vida do seu marido. Tocado por isso, Dasharatha prometeu garantir a Kaikeyi dois benefícios para quando ela precisasse de ajuda.

- Esses incidentes na vida de Dasharatha foram determinantes na seqüência seguinte de eventos. Após superar a maldição de Ravana realizando o sacrifício de cavalo para obter filhos, Dasharatha foi abençoado com quatro filhos. Quando os meninos cresceram, Dasharatha decidiu se aposentar e nomear Rama, o mais velho, o príncipe herdeiro. Mas, antes que a cerimônia ocorresse, a ambiciosa Kaikeyi pediu-lhe que realizasse a velha promessa. Ela pediu, como primeiro benefício, que o seu filho Bharata fosse coroado rei ao invés de Rama, e, segundo, que Rama deixasse Ayodhya e vivesse em exílio por 14 anos. O rei desamparado teve de aceitar os seus pedidos, porque, como um Kshatriya por Dharma, ele não poderia voltar atrás: já havia dado a sua palavra. Abatido, Dasharatha morreu de tristeza pouco após Rama ir ao exílio, incapaz de resistir à angústia de separação do seu filho. Isso cumpriu a maldição do pai de Sravana.